# Cabagra
El territori Indígena de Cabagra és un dels quatre territoris indígenes bribris de Costa Rica. Es localitza en el cantó de Buenos Aires, província de Puntarenas i confina amb el també bribri Territori Indígena de Salitre. Igual que en el seu veí, les disputes per terres entre els pobladors aborígens i colons d'ètnia blanca o mestissa han portat a enfrontaments violents i friccions intraètniques. Com en altres territoris bribris es preserva la cultura i la llengua, que es parla al costat del castellà.